# Santa Maria Assunta (Troia)

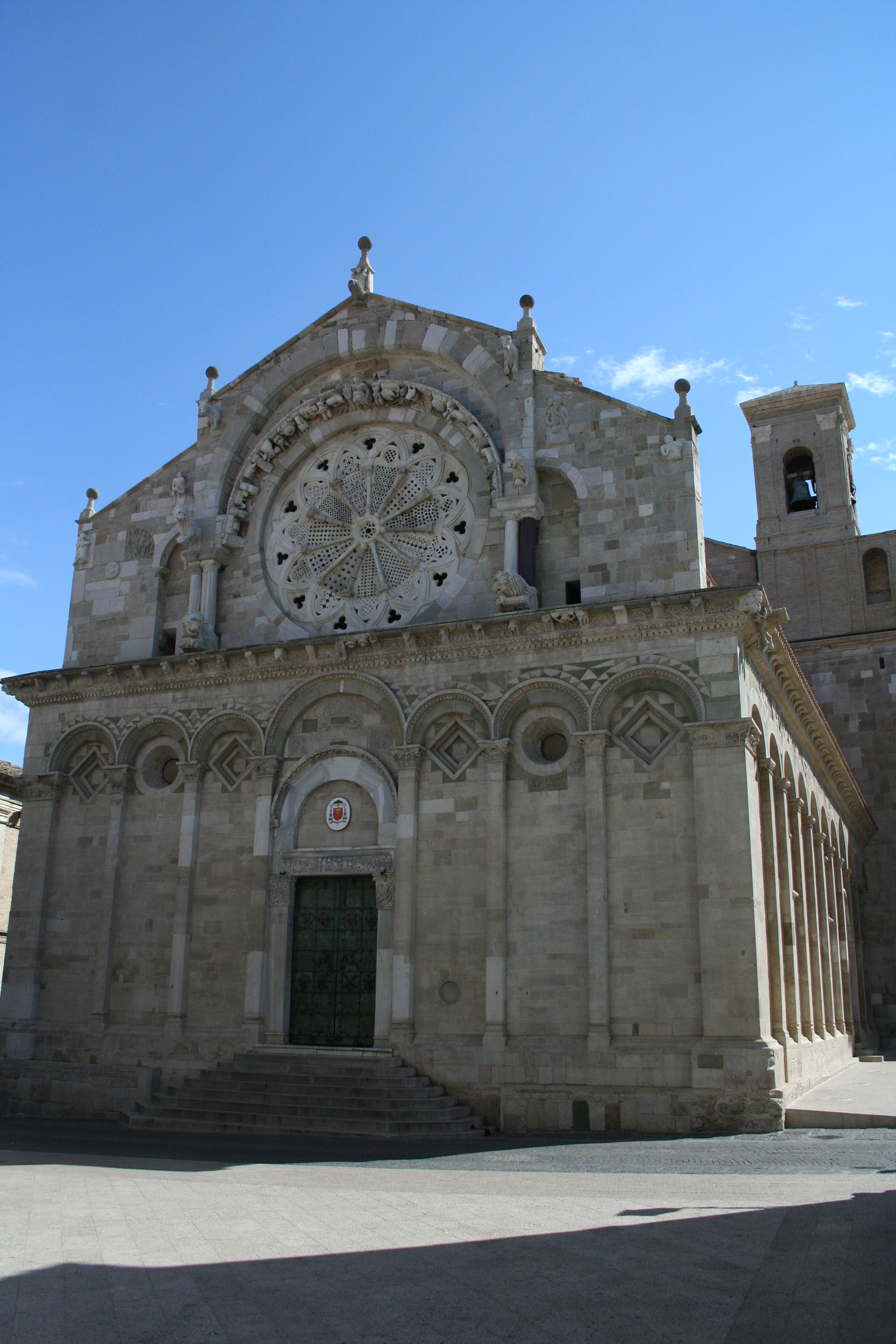
Fassade mit der berühmten Rosette

Santa Maria Assunta im apulischen Troia war die Kathedrale des Bistums Troia, das 1986 dem Bistum Lucera-Troia eingegliedert wurde, und ist seitdem Konkathedrale. 1958 erhielt sie zudem den Titel einer Basilica minor verliehen. Sie gilt als eines der Hauptwerke der apulischen Romanik und ist bekannt für ihre Fassade mit der großen Rosette. Von hohem kunstgeschichtlichen Rang sind die Bronzetüren des Hauptportales und eines südlichen Zuganges sowie die Kanzel im Inneren der Kirche.

## Lage und Namensgebung
Die Kirche liegt im Zentrum von Troia an der Via Regina Margherita mit der nach Nordwesten ausgerichteten Hauptfassade gegenüber einem kleinen Vorplatz. Benannt wurde sie nach der Himmelfahrt Mariens (ital.: Assunzione di Maria). Der Name wurde von einem teilweise integrierten Vorgängerbau übernommen.

## Baugeschichte
Der erste Bau wurde im letzten Viertel des elften Jahrhunderts begonnen, genannt wird 1073. Der genaue Baubeginn ist aber letztlich nicht geklärt. Nach Grabungen in den 1950er Jahren meinte man erkennen zu können, dass das heutige Querhaus ursprünglich das Langhaus dieser Kirche bildete, auch das ist umstritten. Sicher ist, dass die Pfeilerkerne der beiden westlichen Vierungspfeiler aus dieser ersten Bauphase stammen, möglicherweise handelte es sich bei der Vorgängerkirche auch um einen Zentralbau. Ihren heutigen Grundriss erhielt die Kirche im ersten Viertel des 12. Jahrhunderts durch die erheblichen Ergänzungen unter Bischof Wilhelm II. von Troia. Er ließ ab 1093 das jetzige Langhaus errichten. Auch der Bau der heutigen Apsis dürfte in diese Zeit fallen. Anhand einer Inschrift der Bronzetür des Hauptportales ist bekannt, dass diese 1119 gefertigt wurde. Der Bau des Langhauses war offensichtlich bis dahin weitestgehend abgeschlossen. 1107 wurde mit der Errichtung des unteren Fassadenteiles begonnen. Weitere Ergänzungen, insbesondere im oberen Bereich der Fassade, stammen aus dem 13. Jahrhundert. Die beiden Querhausarme und die Sakristei wurden in der heutigen Gestalt im 17. und 18. Jahrhundert angefügt, wobei im östlichen Querhaus die Außenmauern noch ältere Bestandteile enthalten. Auch der heutige Glockenturm steht in Teilen noch auf Mauern des 11. Jahrhunderts.

## Fassade und Rosette

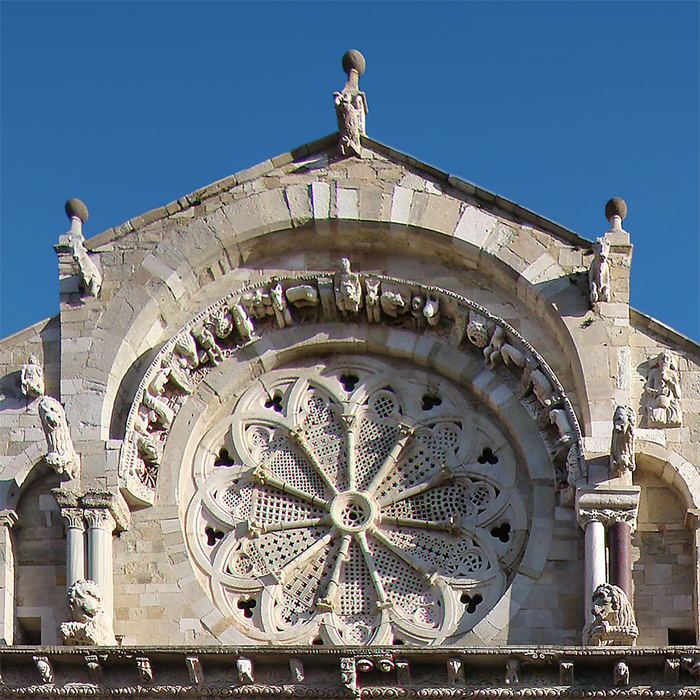
Die Rosette, gearbeitet etwa 1160 bis 1180

Die Fassade der Kirche ist reich gestaltet. Der untere Teil geht noch auf die Arbeiten ab 1107 bis 1120 zurück, der obere Teil wurde etwa 100 Jahre später neu gestaltet. Die Rosette entstand etwa zwischen 1160 und 1180, wurde aber unter Beibehaltung der älteren Teile ab 1229 umgestaltet.
Der untere Teil der Fassade mit einer Breite von 19 Metern ist siebenachsig gegliedert. Jeweils links und rechts des Hauptportales gliedern drei Blendbögen die Fassade; sie ruhen auf Pilastern mit unterschiedlichen Kapitellformen. Die mittleren der Blendbögen enthalten jeweils Rundfenster, während die flankierenden Fenster in Rautenform gearbeitet sind, die Gestaltung als Rautenfenster haben ihr Vorbild in Santa Maria di Siponto. Sie sind, wie die äußeren Teile des Langhauses, die ebenfalls über diese Grundstruktur verfügen, sehr fein und mit Verwendung unterschiedlicher Gesteinsarten gearbeitet. Daher gilt die Gestaltung der Außenseite der Kirche insgesamt als für Apulien außerordentlich üppig. Das Hauptportal selbst wird von einer schlichten Archivolte überfangen und enthält im Architrav ein Relief. Mittig abgebildet ist Jesus Christus, begleitet von Maria – links – und Petrus, rechts. Daran schließen sich jeweils zwei Evangelistensymbole an, ganz außen sind die Stadtpatrone und Heiligen Eleutherius und Secondinus dargestellt. Der untere Rand des Reliefs enthält eine Inschrift Istius ecclesiae per portam materialis introitus nobis tribuatur spiritualis, in der Übersetzung: "Durch das Tor dieser materiellen Kirche möge uns der Eingang zur spirituellen gewährt werden".
Der über dem reich gestalteten Gesims sich erhebende obere Teil der Fassade stammt bis zur Oberkante der Rosette aus der Zeit bis etwa 1180, die Giebelspitze und die äußeren Felder des Giebels von den Veränderungen zu Beginn des 13. Jahrhunderts. Berühmt ist die Rosette, sie gilt als schönste Apuliens. Sie besteht aus elf schlanken, ins Rad gestellten Säulen, deren Freiflächen mit Transennen gefüllt sind, eine sehr seltene Form der Rosette. Alle Transennen sind unterschiedlich gearbeitet und muten teilweise orientalisch an. Die Flächen der umlaufenden Einfassung, sie ist im Wechsel von Spitz- und Rundbögen gestaltet, werden von Dreipässen durchbrochen. Bemerkenswert ist auch die Gestaltung des inneren der beiden die Konstruktion überfangenden Bögen. Zu sehen ist eine Vielzahl an Tieren und menschlichen Gestalten, so unter anderen ein Junge, der seine Notdurft verrichtet. Getragen werden die Bögen von Doppelsäulen, die auf Löwenfiguren aufsitzen.

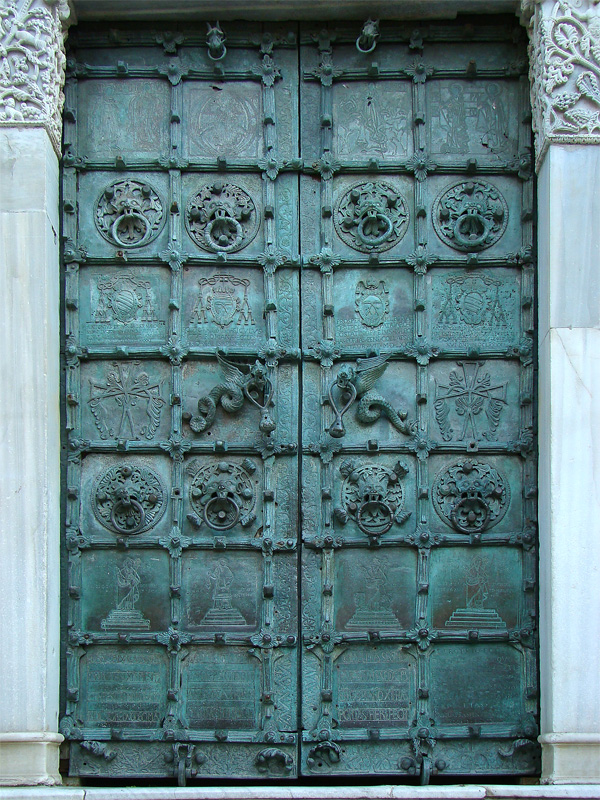
Die Bronzetüren des Hauptportales, gefertigt 1119

## Bronzetüren
Die Türen des Hauptportales sind berühmt. Angefertigt wurden sie von einem der bekanntesten Bronzegießer des 12. Jahrhunderts, Oderisius von Benevent, der Inschrift nach wurden sie 1119 geschaffen. Er arbeitete diese, sie besteht aus 28 Feldern in Einzelplatten, in Niellotechnik. Noch original sind die Türklopfer und die kleinen geflügelten Drachenfiguren. Sie gelten als Meisterwerke mittelalterlicher Kleinplastik. Andere Platten, zwei in der untersten Reihe und darüber und alle der dritten und vierten Reihe von oben, wurden im 16. und 17. Jahrhundert ausgetauscht. Die vier Platten der obersten Reihe sind noch die Originale. Sie zeigen von links nach rechts den Künstler selbst, einen richtenden Christus und Abbildungen der Grafen Berardus von Sangro und des Bischofes Wilhelm II. Die Inschrift der unteren vier Felder lautet:
(1) An[n]o ab incarnatio[n]e/d[omi]ni n[o]stri Ie[s]v Xr[ist]i mil[e]simo/centisimo nondecimo/indictione dvodecima
(2) Anno pontificat[us] d[omi]ni/Kalisti P[a]p[e] secvndi p[rimo]/ann[o] dvcat[us] W[ilelmi] Rocerii/clo[rio]si dvcis filii nono
(3) Willelmvs secvnd[us]/hui[us] Troiane sedis ep[i]s[copus]/erat svi an[no] XII has/portas fieri fecit / DE PROPRIO ECCLESIAE AERARIO IPSAMQUE FABRICAM A FUNDAMENTIS FERE EXIT
Es geht aus den Tafeln hervor, dass die Tür 1119 geschaffen wurde (1), im ersten Pontifikatsjahr des Papstes Kalixt II. und im neunten Herrschaftsjahr Herzog Wilhelms II. von Apulien, Sohn von Herzog Roger Borsa (2) und im zwölften Jahr des Episkopates Bischof Wilhelms II. Das vierte Feld wurde im 16. Jahrhundert erneuert, die Inschrift enthält einen Vermerk dazu. Die Türen wurden Vorbilder für die Türen der Kathedralen Santa Maria Icona Vetere in Foggia sowie für Santa Maria della Purificazione in Termoli.
Ebenfalls von Oderisius von Benevent stammt die Tür im Portal der Südseite der Kathedrale. Die Inschrift beginnt im obersten Feld mit der Eröffnung: Princeps patronv[m]/Petre Troia[m] suvspice/donv[m], qua[m] leta/bvndvs Gvilelm[us]/dono svndvs, sie berichtet also, dass Herzog Wilhelm die Stadt Troia dem Apostelfürsten Petrus schenkt. Daneben findet sich ein Bild des Bischofs bei der Stadt, rechts schließen sind Petrus und Paulus an. Die unteren acht Tafeln enthalten Abbilder der acht Vorgängerbischöfe; sie sind erkennbar individualisiert dargestellt. Unterhalb der Reihe mit den Türklopfern, abermals in Löwenform, befinden sich acht weitere Tafeln mit Inschriften. Sie lauten:
(1) DEI GRATIA VENERERABILIS HUIUS TROIANE SEDIS E[PISCO]P[U]S NONUS
(2) HAS ETIAM PORTAS AENAS DE PROPRIO AERARIO LARGUS DISPENSATOR FIERI IUSSIT
(3) ANNO • C • ATQUE VIII PONTIFICATUS VERO D[OMI]NI HONORII [P]A[P]E SEC[UN]DI III ITEM PONTIFICATUS D[OMI]NI
(4) SALERNI OBIIT MORTE CO[M]MUNI T[UN]C TROIANUS POP[U]L[U]S PRO LIBER[T]ATE TUENDA
(5) EQUITATIS MODERATOR LIBERATOR PATRIAE DOMNUS GUILLELMUS SECU[N]D[US]
(6) ANNO INCARNATIO[N]IS D[OMI]NICAE M C ET XX VII A CITIVATIS HUIUS FONDATIONE
(7) GUILLELMI E[PISCO]P[I] SEC[UN]DI XXI INDIC[TIONE] V ANNO QUO [GUILIELMUS TERTIUS NORMANDORUM DUX]
(8) ARCEM SUBVERTIT ET URBEM VALLO MURISQ[UE] MUNIVIT
Die Lesereihenfolge ist 1/5; 2/6; 3/7 und 4/8. Es geht darum, dass Bischof Wilhelm daran erinnert, dass nach dem Tod Herzog Wilhelms die Bevölkerung der Stadt Troia zur Rettung ihrer Freiheit die Burg abgerissen und die Stadt mit Mauer und Graben versehen habe, also eine eher normannenfeindliche Aussage. Der Bischof selbst lässt sich als Hort der Billigkeit und Befreier des Vaterlandes feiern.
Die Tür selbst in von der Gestaltung her deutlich einfacher als die Türen des Hauptportales, ihr fehlt nach einer Einschätzung die starre Lebendigkeit und einfallsreiche Verschiedenartigkeit jener Türen.

## Seitenfassaden und Apsis
Die Seitenfassaden sind mit einer durchlaufenden Reihe aus Blendarken gestaltet. Sie sitzen auf Pilastern auf und enthalten Viereckfenster, die um neunzig Grad gedreht sind, abwechselnd mit Rundbogenfenstern und Leerflächen. Die nördliche Seite gilt dabei als besser gelungen, weil hier die Kapitelle weiterentwickelt sind als auf der Südseite und die Blendbögen teilweise mit Reliefs verziert sind.
Das Tympanon des nördlichen Seitenportals enthält das Relief Christus zwischen zwei Engeln oberhalb eines reich verzierten Architravs. Die Art der Ausführung weist auf byzantinische Vorbilder hin.
Bemerkenswert ist die Gestaltung der Außenseite der Apsis. Sie ist halbkreisförmig und besteht aus sehr tiefen Blendarkaden, die von aufeinandergestellten Säulen gebildet werden. Kapitelle und Basen sind reich gestaltet, mit Tier-, Menschenfiguren und Blattwerk. Das Apsisfenster ruht auf Löwenfiguren. Vermutet wird, dass es sich bei den Säulen und Kapitellen um Beutestücke handelt, die Robert Guiskard aus Bari mitnahm und 1073 der Stadt Troia zum Geschenk machte.

## Inneres und Kanzel
Das Innere der Kathedrale wird vom hohen Mittelschiff dominiert. Die Hochwände ruhen auf Säulen zwischen Arkadenbögen. Sie tragen unterschiedliche Kapitellformen, zumeist der korinthischen Ordnung. Die erste Stütze auf der Südseite ist als Doppelsäule ausgeführt, als einzige der Kirche. Die Kirche enthält keine Decke, so dass die Konstruktion des Daches oberhalb der kräftigen Kragsteine sichtbar ist. Das Kirchenschiff ist nicht ganz symmetrisch, die Mittelachse knickt in der Vierung um einige Grad nach Norden ab, zu erkennen am unterschiedlichen Abstand der südlichen und nördlichen Vierungspfeiler.
Die Kanzel befindet sich zwischen der fünften und sechsten Säule auf der Nordseite. Sie wird ihrerseits von kleinen Säulen mit kräftig gearbeiteten Kapitellen korinthischer Ordnung getragen und stammt noch aus der normannisch-staufischen Zeit Apuliens. Sie gilt als eines der Hauptwerke dieser Zeit. Ursprünglich stand sie in San Basilio und wurde erst 1860 in die Kathedrale überführt. Entstanden ist sie der umlaufenden Inschrift nach im Jahr 1169, abzulesen am Beginn der Inschrift unterhalb des linken Seitenreliefs. Die Vorderseite enthält nur eine kleine Säule, die das von einem staufischen Adler getragene Pult stützt; der Adler schlägt dabei einen Hasen. Die linke Seite enthält ein Relief, bei dem ein Löwe, der ein Schaf reißt, seinerseits von einem Hund angefallen wird; es ist ein altorientalisches Motiv. Die Kanten und Ecklisenen sind reich, zumeist antikisierend, gearbeitet. Aufgrund der Verschiedenartigkeit der Teile wird vermutet, dass die Kanzel aus einzelnen Teilen zusammengesetzt worden ist.
Der Domschatz enthält bedeutende mittelalterliche Kunstwerke, darunter drei Exultet-Rollen sowie Messgeräte und -gewänder.

## Orgel
Die Orgel wurde 1958 von der Orgelbaufirma Mascioni erbaut. Das Instrument hat 23 Register (1406 Pfeifen) auf zwei Manualwerken und Pedal. Die Trakturen sind elektrisch.
| I Grand'Organo C–c4 |       |
| Principale          | 16′   |
| Principale          | 8′    |
| Flauto armonico     | 8′    |
| Dulciana            | 8′    |
| Ottava              | 4′    |
| Decimaquinta        | 2′    |
| Ripieno grave II    | 1 ⁄3′ |
| Ripieno acuto IV    | 1′    |
| Tromba              | 8′    |
| Voce umana          | 8′    |

| II Espressivo C–c4 |       |
| Principalino       | 8′    |
| Bordone            | 8′    |
| Viola              | 8′    |
| Flauto             | 4′    |
| Nazardo            | 2 ⁄3′ |
| Silvestre          | 2′    |
| Oboe               | 8′    |
| Voce celeste       | 8′    |
| Tremolo            |       |

| Pedale C–g1    |     |
| Contrabbasso   | 16′ |
| Subbasso       | 16′ |
| Basso armonico | 8′  |
| Bordone        | 8′  |
| Ottava         | 4′  |